# يو إف سي 14
يو إف سي 14: المواجهة (بالإنجليزية: UFC 14: Showdown)‏ هو حدث لفنون القتال المختلطة نظمته يو إف سي، أُقيم في 27 يوليو 1997، على قاعة بوتويل التذكارية في برمنغهام، ألاباما، الولايات المتحدة.